# Ronde van Burgos 2009
De Ronde van Burgos 2009 (Spaans: Vuelta a Burgos 2009) werd gehouden van woensdag 5 augustus tot en met zondag 9 augustus en maakte deel uit van de UCI Europe Tour 2009. De renners moesten in totaal 641 kilometers afleggen, verdeeld over vijf etappes. De eindwinnaar werd Alejandro Valverde. Hij won de ronde voor zijn landgenoot Xavier Tondó en  Tom Danielson was de nummer drie.

## Klassementsleiders
| Etappe    | Algemeen           | Punten             | Berg              | Sprint          | Ploegen               |
| 1         | Koldo Fernández    | Koldo Fernández    | Alberto Fernández | Edward King     | Burgos Monumental-CyL |
| 2         | Joaquim Rodríguez  | Joaquim Rodríguez  | Alberto Fernández | Thomas De Gendt | Caisse d'Epargne      |
| 3         | Ben Hermans        | Nikolas Maes       | Alberto Fernández | Rafael Serrano  | Acqua & Sapone        |
| 4         | Tom Danielson      | Nikolas Maes       | Alberto Fernández | Rafael Serrano  | Caisse d'Epargne      |
| 5         | Alejandro Valverde | Alejandro Valverde | Serafín Martínez  | Rafael Serrano  | Caisse d'Epargne      |
| Eindstand | Alejandro Valverde | Alejandro Valverde | Serafín Martínez  | Rafael Serrano  | Caisse d'Epargne      |

## Etappe-uitslagen

### 1e etappe
| Oña – Briviesca (143 km) |                 |                        |          |
| Plaats                   | Naam            | Ploeg                  | tijd     |
| Winnaar                  | Koldo Fernández | Euskaltel-Euskadi      | 3u28'14" |
| 2                        | Enrique Mata    | Burgos Monumental      | z.t.     |
| 3                        | Nikolas Maes    | Topsport Vlaanderen-M. | z.t.     |
|                          |                 |                        |          |
| 25                       | Reinier Honig   | Vacansoleil            | z.t.     |

### 2e etappe
| Villasana de Mena – Miranda de Ebro (153 km) |                    |                        |          |
| Plaats                                       | Naam               | Ploeg                  | tijd     |
| Winnaar                                      | Joaquim Rodríguez  | Euskaltel-Euskadi      | 3u36'51" |
| 2                                            | Ben Hermans        | Topsport Vlaanderen-M. | +00' 01" |
| 3                                            | Alejandro Valverde | Caisse d'Epargne       | z.t.     |
|                                              |                    |                        |          |
| 37                                           | Reinier Honig      | Vacansoleil            | +00' 33" |

### 3e etappe
| Burgos – Burgos (175 km) |                |                        |          |
| Plaats                   | Naam           | Ploeg                  | tijd     |
| Winnaar                  | Nikolas Maes   | Topsport Vlaanderen-M. | 4u25'55" |
| 2                        | Aleksej Markov | Team Katusha           | z.t.     |
| 3                        | Ben Hermans    | Topsport Vlaanderen-M. | z.t.     |
|                          |                |                        |          |
| 27                       | Gerben Löwik   | Vacansoleil            | +00' 04" |

### 4e etappe
| Ribera del Duero – Ribera del Duero (individuele tijdrit over 15 km) |                 |                        |          |
| Plaats                                                               | Naam            | Ploeg                  | tijd     |
| Winnaar                                                              | Tom Danielson   | Garmin-Slipstream      | 0u17'09" |
| 2                                                                    | Danny Pate      | Garmin-Slipstream      | +00' 10" |
| 3                                                                    | Aleksej Markov  | Team Katusha           | +00' 16" |
|                                                                      |                 |                        |          |
| 5                                                                    | Lieuwe Westra   | Vacansoleil            | +00' 22" |
| 29                                                                   | Thomas De Gendt | Topsport Vlaanderen-M. | +00' 51" |

### 5e etappe
| Vilviestre del Pinar – Lagunas de Neila (155 km) |                       |                        |          |
| Plaats                                           | Naam                  | Ploeg                  | tijd     |
| Winnaar                                          | Ezequiel Mosquera     | Xacobeo Galicia        | 4u00'52" |
| 2                                                | Xavier Tondó          | Andalucía-Cajasur      | +00' 06" |
| 3                                                | Francesco Masciarelli | Acqua & Sapone         | +00' 09" |
|                                                  |                       |                        |          |
| 21                                               | Jan Bakelants         | Topsport Vlaanderen-M. | +02' 18" |
| 34                                               | Wout Poels            | Vacansoleil            | +03' 38" |

## Eindklassementen
| Plaats      | Naam                  | Ploeg                   | Tijd      |
| ----------- | --------------------- | ----------------------- | --------- |
| Paarse trui | Alejandro Valverde    | Caisse d'Epargne        | 16u15'38" |
| 2           | Xavier Tondó          | Andalucía-Cajasur       | + 00' 10" |
| 3           | Tom Danielson         | Garmin-Slipstream       | + 00' 12" |
| 4           | Ezequiel Mosquera     | Xacobeo Galicia         | + 00' 30" |
| 5           | Mauricio Soler        | Team Barloworld-Bianchi | + 01' 11" |
| 6           | Francesco Masciarelli | Acqua & Sapone          | + 01' 16" |
| 7           | Beñat Intxausti       | Fuji-Servetto           | + 01' 39" |
| 8           | Íñigo Cuesta          | Cervélo TestTeam        | + 01' 40" |
| 9           | Manuel Vázquez Hueso  | Euskaltel-Euskadi       | + 02' 07" |
| 10          | Philip Deignan        | Cervélo TestTeam        | + 02' 14" |
|             |                       |                         |           |
| 21          | Ben Hermans           | Topsport Vlaanderen-M.  | + 03' 23" |
| 70          | Huub Duyn             | Garmin-Slipstream       | + 14' 13" |

| Plaats      | Naam               | Ploeg                  | Punten |
| ----------- | ------------------ | ---------------------- | ------ |
| Groene trui | Alejandro Valverde | Caisse d'Epargne       | 44     |
| 2           | Nikolas Maes       | Topsport Vlaanderen-M. | 41     |
| 3           | Tom Danielson      | Garmin-Slipstream      | 37     |

| Plaats    | Naam              | Ploeg                 | Punten |
| --------- | ----------------- | --------------------- | ------ |
| Rode trui | Serafín Martínez  | Xacobeo-Galicia       | 37     |
| 2         | Diego Gallego     | Burgos Monumental-CyL | 32     |
| 3         | Alberto Fernández | Fuji-Servetto         | 27     |

| Plaats      | Naam              | Ploeg                  | Punten |
| ----------- | ----------------- | ---------------------- | ------ |
| Blauwe trui | Rafael Serrano    | Contentpolis-Ampo      | 11     |
| 2           | José Ruiz Sánchez | Andalucia-Cajasur      | 9      |
| 3           | Thomas De Gendt   | Topsport Vlaanderen-M. | 6      |

| Plaats | Ploeg            | Tijd      |
| ------ | ---------------- | --------- |
|        | Caisse d'Epargne | 47u32'16" |
| 2      | Cervélo TestTeam | + 02' 37" |
| 3      | Fuji-Servetto    | + 02' 47" |

1946 · 1947 · 1948–1980 · 1981 · 1982 · 1983 · 1984 · 1985 · 1986 · 1987 · 1988 · 1989 · 1990 · 1991 · 1992 · 1993 · 1994 · 1995 · 1996 · 1997 · 1998 · 1999 · 2000 · 2001 · 2002 · 2003 · 2004 · 2005 · 2006 · 2007 · 2008 · 2009 · 2010 · 2011 · 2012 · 2013 · 2014 · 2015 · 2016 · 2017 · 2018 · 2019 · 2020 · 2021 · 2022 · 2023 · 2024 · 2025